# 八代康次
八代 康次（やしろ こうじ、1923年6月20日 - ）は、山梨県出身の俳優。

## 人物
身長167cm。血液型A型。
日活外独立プロなどを経てオフィスジョイに所属していた。
旧芸名は八代 康二。
特技はスケート、ゴルフ、剣道、技斗。

## 出演作品

### 映画
※すべて日活配給
- かくて夢あり（1954年） - 下男
- 初恋カナリヤ娘（1955年） - 与太者C
- 愛のお荷物（1955年）
- 女中ッ子（1955年） - 八百屋
- 七つボタン（1955年） - 教員C
- 志津野一平 愛欲と銃弾（1955年） - 警視庁幹部C
- 俺は犯人じゃない（1956年） - 陸運局員
- 太陽の季節（1956年） - 顔役
- 肉体の密輸（1956年） - ドル買の男
- 泣け、日本国民 最後の戦闘機（1956年） - 西村中尉
- 人間魚雷出撃す（1956年） - 上曹
- 最後の突撃（1957年） - 西村軍曹
- 危険な関係（1957年） - バーテン
- ジャズ娘誕生（1957年） - 新聞記者B
- マダム（1957年） - 尾崎
- 月下の若武者（1957年） - 長者の家人
- 狂った関係（1957年） - 警官
- 肉体の悪夢（1957年） - 刑事
- 十代の罠（1957年） - パトロール3
- 嵐を呼ぶ男（1957年） - 乾分D
- 乳房と銃弾（1958年） - 鑑識課員
- 悪魔の爪痕（1958年） - 政
- 霧の中の男（1958年）
- 明日は明日の風が吹く（1958年） - 古川
- 船方さんよ（1958年） - 漁業組合の事務員
- 夜の狼（1958年） - 紳士B
- 東京午前三時（1958年） - ウィリアムの乾分1
- 都会の怒号（1958年） - 野呂
- 紅の翼（1958年）
- 女を忘れろ（1959年） - 大沢の部下B
- 男が爆発する（1959年） - 新聞記者A
- 東京の孤独（1959年） - スポーツ記者A
- おヤエの身替り女中（1959年） - 中年男B
- 山と谷と雲（1959年） - 「スターホテル」のマネージャー
- 非情な銃弾（1959年） - バーテンダー
- 0番街の狼（1959年） - フォーマン
- 清水の暴れん坊（1959年） - 国鉄車掌
- 天と地を駈ける男（1959年） - 救急隊員D
- おヤエの初恋先生（1959年） - 教育委員
- 鉄火場の風（1960年） - 塩原警備員
- 銀座旋風児 目撃者は彼奴だ（1960年） - ハンターB
- 海を渡る波止場の風（1960年） - 執達吏
- 霧笛が俺を呼んでいる（1960年） - 酒場35ノットの船員
- 銀座旋風児 嵐が俺を呼んでいる（1961年） - 記者Ｂ
- 大暴れマドロス野郎（1961年） - 竹本
- 生きていた野良犬（1961年） - マネージャー風の男
- 風に逆らう流れ者（1961年） - 中井
- 北上夜曲（1961年） - 雑誌記者
- 三つの竜の刺青（1961年） - 刑事
- 散弾銃の男（1961年） - 西岡の乾分２
- 俺は死なないぜ（1961年） - 会社幹部
- 太陽、海を染めるとき（1961年） - 飯岡の身内A
- 拳銃横丁（1961年） - 寝台車の男
- 俺は地獄へ行く（1961年） - マネージャー
- 暗黒街の静かな男（1961年） - 島村
- 野獣の門（1961年） - 経理課長
- 男と男の生きる街（1962年） - 新聞記者D
- 天使と野郎ども（1962年） - バーテン
- 黒いダイス（1962年） - 肥えた紳士
- 事件記者 影なき侵入者（1962年） - 警部
- 青い街の狼（1962年） - 空港の男A
- 惜別の歌（1962年） - マーケットの店主A
- 抜き射ち三四郎（1962年） - 金杉弥市
- 二階堂卓也銀座無頼帖 帰ってきた旋風児（1962年） - 新聞記者B
- 霧の夜の男（1962年） - 国松
- 星の瞳をもつ男（1962年） - フェニックスの司会者
- 横を向いた青春（1962年） - 周二
- サラリーマン物語 敵は幾万ありとても（1962年） - 神田専務
- 拳銃は淋しい男の歌さ（1962年） - 乾分A
- 望郷の海（1962年） - 市の重役
- 危いことなら銭になる（1962年） - ポーカーの相手A
- 殺人者を追え（1962年） - サングラスの男
- 花と竜（1962年） - 松本重雄
- サラリーマン物語 勝って来るぞと勇ましく（1963年） - 南条鉄蔵
- 機動捜査班 裸の眼（1963年） - 黒田
- さすらいのトランペット（1963年） - 事務員A
- 波止場の賭博師（1963年） - 「マンホール」の主人
- サラリーマン物語 大器晩成（1963年） - 黒崎社長
- アカシアの雨がやむとき（1963年） - 小林昭二
- 俺は地獄の部隊長（1963年） - 八路軍通信兵
- 探偵事務所23 銭と女に弱い男（1963年） - 支配人
- 現代っ子（1963年） - マネージャー
- 虎の子作戦（1963年） - 町の男A
- 波浮の港（1963年） - 若い衆A
- 死にざまを見ろ（1964年） - 松川
- 殺人者を消せ（1964年） - ジャーナリストD
- おんなの渦と淵と流れ（1964年） - 県庁の役人A
- 男の紋章 花と長脇差（1964年） - 刺客A
- うず潮（1964年） - 工場監督
- ギター抱えたひとり旅（1964年） - 小野
- 拳銃無頼帖 流れ者の群れ（1965年） - 白虎組兄貴分
- ギャングの肖像（1965年） - 刑事C
- 大日本チャンバラ伝（1965年） - 古田
- 涙をありがとう（1965年） - 後藤
- 命しらずのろくでなし（1965年） - 洋装店のマネージャー
- 男の紋章 流転の掟（1965年） - 野田
- 大日本殺し屋伝（1965年） - ゴン
- 男の紋章 俺は斬る（1965年） - 大瀬の刺客A
- 赤い谷間の決斗（1965年） - 鮫島の子分A
- 逢いたくて逢いたくて（1966年） - 船内の司会者
- 帰らざる波止場（1966年） - 予想屋B
- 三匹の牝猫（1966年） - 田川
- 新遊侠伝（1966年）
- 逃亡列車（1966年） - 幹部将校
- 星よ嘆くな 勝利の男（1967年） - 記者B
- 関東も広うござんす（1967年） - 高橋
- 錆びたペンダント（1967年） - 酔客
- 東京ナイト（1967年） - クラブの客
- 爆破3秒前（1967年）
- 東京市街戦（1967年） - インテリ
- 愛は惜しみなく（1967年） - 高田
- 無頼より 大幹部（1968年） - 三森
- あゝひめゆりの塔（1968年） - 糸洲武市
- 無頼 黒匕首（1968年） - 鶴岡組組員A
- 喧嘩博徒 地獄の花道（1969年） - 演説会演者
- 戦争と人間 第三部 完結篇（1973年）
- 女教師 甘い生活（1973年） - 横山
- 女子大生 かりそめの妻（1974年） - 前沢行夫
- 花と蛇（1974年） - 課長
- 赤線本牧チャブヤの女（1975年） - 赤木猪一郎
- レスビアンの世界 恍惚（1975年） - 荒井
- 実録おんな鑑別所 性地獄（1975年） - 喜多村
- トルコ(秘)悶絶（1975年） - 狸山
- 女子大生 モーテル歌麿遊び（1975年） - 花木
- 赤線飛田遊廓（1975年） - 大友徳松
- 女教師 少年狩り（1975年） - 校長
- お柳情炎 縛り肌（1975年） - 川村英三郎
- (秘)海女レポート 淫絶（1975年） - 花上大三
- トルコ(秘)最前線 密技96手（1975年） - 上田弘
- 白い牝猫 真昼のエクスタシー（1975年） - 花村
- 淫乱な関係（1976年） - 不動産業の男
- 私は18才 (秘)二号生活（1976年） - 黒川社長
- 江戸川乱歩猟奇館 屋根裏の散歩者（1976年） - 遠藤
- 真夏の夜の情事 悶え（1976年） - 山岡社長
- 四畳半青春硝子張り（1976年） - 陸送の主任
- トルコ最新テクニック 吸舌（1976年） - 客A
- 団地妻 (秘)出張売春（1976年） - 禿頭の男
- 女高生(秘)白書 肉体収容所（1976年） - 大川
- 女秘書の告白 果肉のしたたり（1976年） - パーティー客A
- 学生情婦 処女の味（1976年） - 中年男
- 悶絶!! どんでん返し（1977年） - 中老の男
- 女高生トリオ 性感試験（1977年） - 有田
- 発禁本「美人乱舞」より 責める!（1977年） - 島岡
- 宇能鴻一郎のむちむちぷりん（1977年） - 山根部長
- 夜這い海女（1977年） - 組合長
- 東京チャタレー夫人（1977年）
- 昼下りの情事 すすり泣き（1977年） - 天藤勇吉
- 女教師（1977年） - 坂崎教諭
- 私は犯されたい（1978年） - 刑事
- 20歳の性白書 のけぞる（1978年） - 親爺
- さすらいの恋人 眩暈（1978年） - 作家A
- 果てしなき絶頂（1978年） - 医者
- 淫絶海女 うずく（1978年） - 磯村伝次
- おんな刑務所（1978年） - 医師
- ピンクサロン 好色五人女（1978年） - PPチェーン議長
- 暴る!（1978年） - 医師
- 白いふくらみ（1979年） - 橋口
- 女教師 汚れた噂（1979年） - 久保校長
- 禁じられた体験（1979年） - 基金所のおやじ
- 色情三姉妹 ひざくずし（1979年） - 川田正三
- 希望ヶ丘夫婦戦争（1979年） - 池山稔
- 宇能鴻一郎のあつく湿って（1979年） - 家主
- ホールインラブ 草むらの欲情（1979年） - 双葉
- 団地妻 肉欲の陶酔（1979年） - 海原
- 快楽昇天風呂（1979年） - 剛三
- 修道女 黒衣の中のうずき（1980年） - 三田村栄
- 女高生 危険なめばえ（1980年） - 石橋良介
- 昭和エロチカ 薔薇の貴婦人（1980年） - 高木
- 宇能鴻一郎のホテルメイド日記（1980年） - 部長
- 新入社員 (秘)OL大奥物語（1980年） - 久我社長
- 団鬼六 白衣縄地獄（1980年） - 黒川
- 若妻官能クラブ 絶頂遊戯（1980年） - 医者
- セックスハンター 性狩人（1980年） - 客A
- 後から前から（1980年） - 長田
- セクシー・ドール 阿部定3世（1983年） - 今野
- 白衣物語淫す!（1984年） - 朝丘
- シンデレラ・エクスタシー・黒い瞳の誘惑（1988年） - 靴屋の老人

### テレビドラマ
- 雨の中に消えて 第8話「女がそれを意識する」（1966年、NTV）
- あいつと私 第5話「殴られたあいつ」（1967年、NTV）
- 大江戸捜査網 アンタッチャブル（1970年、12ch）
  - 第3話「魔の剣が海を呼ぶ」
  - 第7話「オランダ銃が謎を射つ」
- ハレンチ学園 第26話「性教育の巻」（1971年、12ch）
- おひかえあそばせ 第1話「勢揃い花の六人衆」（1971年、NTV）
- ワンパク番外地 第5話「スパイ大作戦の巻」（1971年、12ch）
- おさな妻 第41話「女高生の条件」（1971年、12ch）
- 気になる嫁さん 第1話「愛さなくテワ」（1971年、NTV）
- 大江戸捜査網II 第3話「月夜に消えた女」（1972年、12ch）
- 右門捕物帖 第42話「果てしなき欲望」（1975年、NET）
- 長崎犯科帳 第25話「欲ボケ野郎は海へ沈めろ」（1975年、NTV）
- 大都会 PARTII 第2話「幻の総監賞」（1977年、NTV）
- ザ・スーパーガール 第13話「女ドラゴン・紅の必殺拳」（1979年、12ch）
- 探偵物語 第13話「或る夜の出来事」（1979年、NTV）
- 非情のライセンス 第3シリーズ 第12話「兇悪の骨・肌を売る捜査官」（1980年、ANB）
- 大捜査線 第11話「入社式」（1980年、CX）
- 特捜最前線 第237話「木枯らしや……」（1981年、NET）
- 大戦隊ゴーグルファイブ 第11話「恐怖のマグマ作戦」（1982年、ANB） - 吾作
- 大江戸捜査網 第3シリーズ 第448話「お白州無用! 孤独の暗殺者」（1982年、12ch）
- 裸の大将放浪記 第14作「帰ってきた裸の大将放浪記」（1984年、CX）
- あぶない刑事 第32話「迷路」（1987年、NTV）
- ULTRASEVEN X 第4話「DIAMOND"S"」（2007年、CBC） - ペジネラに寄生される老人

### テレビ番組
- ほんパラ!関口堂書店（2000年 - 2001年、テレビ朝日）
- 悠々クラブ

### 舞台
- 古都憂愁
- ベニスの商人
- ミュージカル白姫伝説

### CM
- スタッフサービス
- セキスイハイム
- 全国農業協同組合連合会
- 三菱電機